# Asplenium ruta-muraria subsp. ruta-muraria
Asplenium ruta-muraria subsp. ruta-muraria là một phân loài dương xỉ thuộc họ Aspleniaceae. Loài này được L. mô tả khoa học đầu tiên năm 1753.